# Frente para a Libertação do Líbano dos Estrangeiros
A Frente para a Libertação do Líbano de Estrangeiros (FLLF) (em árabe: جبهة تحرير لبنان من الغرباء, Jabhat Tahrir Lubnan min al Ghurabaa, ou em francês:  Front pour la Libération du Liban des Étrangers) foi uma organização militante clandestina outrora obscura que surgiu no Líbano no início da década de 1980.
De acordo com Ronen Bergman, a frente era uma "organização terrorista que Israel dirigiu no Líbano nos anos 1980-1983", criada por ordem do Chefe do Estado-Maior das Forças de Defesa de Israel, Rafael Eitan, que instruiu o general israelense Avigdor Ben-Gal, junto com Meir Dagan, para criar e supervisionar o grupo após o ataque de Nahariya de 1979.

## Atividades (1979-1983)
Coincidindo com uma campanha de bombardeio aéreo israelense aos centros da Organização para a Libertação da Palestina (OLP) no Líbano, o grupo fez sua estreia em julho de 1981 com uma série de carros-bomba que atingiram o pico no final de setembro, quando desencadearam uma onda de ataques que criaram devastação nos bairros muçulmanos de Sidon, Trípoli, Chekka e Beirute Ocidental até fevereiro de 1982. Neste último caso, os carros-bomba foram combinados com um poderoso dispositivo explosivo detonado por comando plantado em um cinema lotado, o qual assumiu a responsabilidade em 1 de outubro de 1981 com um telefonema para o jornal francês L'Orient-Le Jour.
- O ataque em Sidon de 17 de setembro de 1981, por volta das 9 horas da manhã, empregou um carro armadilhados carregado com 300 quilos de TNT posicionado fora do quartel-general operacional das Forças Conjuntas naquela cidade. O carro explodiu 15 minutos antes de uma reunião programada de militantes palestinos e libaneses, matando 21-23 pessoas, a maioria civis, e ferindo 96. Quatro dos mortos eram militantes.[5][6]
- Em 17 de setembro - 18 de setembro de 1981, uma bomba do lado de fora de uma fábrica de cimento em Chekka, no norte, frequentada por pessoas com posições pró-Palestina e pró-Síria. As estimativas dos mortos vão de quatro a dez. Oito foram relatados como feridos.[5][6]
- Um carro-bomba no subúrbio de baixa renda ao sul de Beirute, Hayy al-Salloum, habitado por muitos refugiados xiitas do sul, deixou três mortos e 3-4 feridos; a polícia libanesa sugeriu que a bomba pode ter explodido antes que o carro atingisse seu alvo real. [7][8]

O sexto incidente ocorreu às 9h55 do dia seguinte, 2 de outubro, quando um carro Peugeot carregado com mais de 100 libras de explosivos foi detonado do lado de fora dos escritórios da Organização para a Libertação da Palestina (OLP) no bairro de Fakhani, no oeste de Beirute, onde Abu Jihad  trabalhava. Segundo informações, pelo menos 50 pessoas morreram e mais de 250 ficaram feridas. Outros ataques realizados naquele mesmo mês tiveram como alvo as tropas sírias da Força Árabe de Dissuasão.
As operações da FLLF foram repentinamente interrompidas pouco antes da invasão israelense do Líbano em junho de 1982, apenas para serem retomadas no ano seguinte com quatro enormes ataques com carros-bomba: o primeiro em 28 de janeiro de 1983 atingiu um quartel-general da OLP em Chtaura, no Vale Beqaa, controlado pelos sírios, matando 40.
Em 6 de fevereiro, pouco antes das 14h, um carro-bomba explodiu e devastou os escritórios do Palestine Research Center em Beirute Ocidental, deixando 18-20 pessoas mortas e pelo menos 115 feridas. Entre as vítimas estava a esposa de Sabri Jiryis. Um terceiro atentado ocorreu em Baalbek, controlado pelos sírios, em 7 de agosto de 1983, que matou cerca de 30 pessoas e feriu quase 40, seguido por outro em 5 de dezembro de 1983 no bairro de Chyah nos subúrbios ao sul de Beirute, que ceifou a vida de 12 pessoas e mutilou mais de 80. O grupo encerrou suas atividades logo em seguida, embora alguns observadores acreditem que eles permaneceram ativos até meados de 1984.

### Citações
1. ↑  Bergman 2018b, pp. 235–236,638.
2. ↑  Bergman 2018a.
3. ↑  Malsagne & De Clerck 2020.
4. 1 2  Kifner 1981c.
5. 1 2  O'Brien 1983.
6. 1 2  Kifner 1981a.
7. ↑  Kifner 1981b.
8. ↑  Boustany 1981.
9. ↑  O'Ballance 1998, p. 111.
10. ↑  Friedman 1983.
11. ↑  Masalha 2012, p. 144.
12. ↑  O'Brien 1983, p. 26.
13. ↑  O'Ballance 1998, p. 126.
14. ↑  O'Ballance 1998, p. 134.